# خنفساء القلف الجعيداء
خنفساء القلف الجعيداء أو خنفساء قلف اللوزيات أو ثاقبة قلف البرقوق الأوروبية (الاسم العلمي: Scolytus rugulosus) (بالإنجليزية: shothole borer)‏، هي نوع من الحشرات تتبع جنس خنفساء القلف من فصيلة السوسية الحقيقية.